# Dresdner Kammerchor
Der Dresdner Kammerchor ist ein 1985 in Dresden von Hans-Christoph Rademann gegründeter gemischter Chor.

## Geschichte und Repertoire
Der Dresdner Kammerchor wurde 1985 von Studenten um Hans-Christoph Rademann an der Hochschule für Musik Carl Maria von Weber Dresden gegründet. Rademann ist bis heute künstlerischer Leiter des Chores. Der Dresdner Kammerchor ist ein gemischtes Ensemble, dessen Mitglieder gleichermaßen ausgebildete Sänger, Musikstudenten und qualifizierte Laiensänger sind. Der Chor ist bis heute mit der Musikhochschule Dresden, an der Rademann 2000 zum Professor für Chordirigieren berufen wurde, partnerschaftlich verbunden. Der Dresdner Kammerchor ermöglicht Gesangs- und Dirigierstudenten bereits im Studium, chorpraktische Erfahrung auf professionellem Niveau zu sammeln.
Zum Profil des Chores gehört u. a. die Pflege der Hofmusik in Dresden; dazu zählen mehrere Ur- und Wiederaufführungen geistlicher Werke von Johann David Heinichen, Johann Adolph Hasse und Jan Dismas Zelenka. Der Chor engagiert sich auch für das Repertoire der Romantik und der zeitgenössischen Musik und wurde auf internationalen Wettbewerben (Marktoberdorf, Maasmechelen, Tolosa) mehrfach für Interpretationen dieser Musik ausgezeichnet. Im Messiaen-Jahr 2008 führte der Dresdner Kammerchor insgesamt fünf Mal die Cinq Rechants von Olivier Messiaen auf, eines der Schlüsselwerke der zeitgenössischen Vokalmusik nach Ende des Zweiten Weltkrieges. 1994–2009 nahm der Chor regelmäßig am Fest Alter Musik im Erzgebirge teil. Auch beim Musikfest Erzgebirge, das seit 2010 in der Region veranstaltet wird, tritt der Chor regelmäßig auf. Zum 20-jährigen Chorjubiläum 2005 wurde ein Internationaler Kompositionswettbewerb ausgeschrieben, vier Werke wurden am 31. Oktober 2005 in der Semperoper uraufgeführt. Den 1. Preis erhielt der in den USA lebende deutsche Komponist Reiko Füting.
Konzertreisen führten den Chor bisher in die meisten europäischen Länder, in die Vereinigten Staaten, nach China, Taiwan, Indien, Sri Lanka, Israel, Südafrika und Südamerika. Der Dresdner Kammerchor war auf verschiedenen internationalen Festivals vertreten, u. a. Bachwoche Ansbach, Händel-Festspiele Halle, Rheingau Musik Festival, chor.com, Göttinger Händelfestspiele und Salzburger Festspiele. Der Chor arbeitet u. a. mit den Dirigenten Paul McCreesh, Rafael Frühbeck de Burgos, Riccardo Chailly, Ádám Fischer, René Jacobs, Sir Roger Norrington, Herbert Blomstedt sowie mit Orchestern wie der Akademie für Alte Musik Berlin, dem Orchestra of the Age of Enlightenment, dem Ensemble Inégal, dem Wroclaw Baroque Orchestra und der Staatskapelle Dresden zusammen.
Zahlreiche CDs (erschienen bei Carus, Naxos, Raumklang und Accentus) dokumentieren das Repertoire. 2005 wurde eine Aufnahme des Dresdner Kammerchores mit dem Preis der deutschen Schallplattenkritik ausgezeichnet (Hasse/Requiem, Carus). Neben den großen Werken von Johann Sebastian Bach und Georg Friedrich Händel, Werken der Dresdner Hofmusik und der Marienvesper von Claudio Monteverdi sind drei A-cappella-CDs erschienen, die mit Werken von Arnold Schönberg, Frank Martin und Arvo Pärt auch die zeitgenössische Musik vertreten.
Von 2011 bis 2019 realisierte der Dresdner Kammerchor unter der musikalischen Gesamtleitung von Hans-Christoph Rademann und in Kooperation mit dem Carus-Verlag Stuttgart und MDR Figaro die erste Gesamteinspielung der Werke von Heinrich Schütz. 2016 erhielten Hans-Christoph Rademann und der Dresdner Kammerchor für die Johannespassion von Schütz einen Jahrespreis der Deutschen Schallplattenkritik. 2020 wurde die CD Psalmen & Friedensmusiken der Schütz-Gesamteinspielung mit dem Opus Klassik für die Editorische Leistung des Jahres ausgezeichnet.

## Diskografie

### A cappella
- 1996 Geistliche Chormusik aus vier Jahrhunderten I, Raumklang RK9604, A-cappella-Chorwerke von H. Schütz, J. H. Schein, J. S. Bach, F. Mendelssohn Bartholdy, J. Brahms, R. Mauersberger
- 1998 Geistliche Chormusik aus vier Jahrhunderten II, Raumklang RK9705, A-cappella-Chorwerke von J. H. Schein, R. Ramsey, A. Bruckner, M. Reger, A. Schönberg, F. Martin
- 2001 Johann Hermann Schein: Israelsbrünnlein, Carus 83.153, 2012 als Gesamtaufnahme komplettiert und neu veröffentlicht
- 2002 Weihnachten, Raumklang RK2201, a-cappella-Chorwerke von H. Schütz, C. Demantius, J. Eccard, J. G. Rheinberger, J. Brahms, M. Reger, F. Poulenc, J. Sandström, K. Gundermann u. a.
- 2005 Max Reger: Es waren zwei Königskinder, Reger vocal III, Carus 83.231
- 2011 Heinrich Schütz: Italienische Madrigale, Carus 83.237
- 2012 Heinrich Schütz: 12 Geistliche Gesänge, Carus 83.239
- 2015 Heinrich Schütz: Matthäuspassion, Carus 83.259
- 2015 O Heilige Nacht, a-cappella-Chorwerke von F. Wüllner, M. Bruch, M. Reger u. a., Carus 83.392
- 2016 Heinrich Schütz: Johannespassion, Carus 83.270

### Mit Orchester/Continuo
- 1996 Claudio Monteverdi: Vespro della Beata Virgine (Marienvesper), Raumklang 9605
- 1997 Geistliche Musik am polnisch-sächsischen Hof – Werke von Hasse und Zelenka, Raumklang 9702
- 2000 Johann David Heinichen: Missa Nr. 9, Jan Dismas Zelenka: Te Deum, Carus 83.148
- 2001 Johann David Heinichen: Missa Nr. 12, Johann Sebastian Bach: Magnificat, Carus 83.152
- 2001 Heinrich Schütz: Der Schwanengesang, Raumklang RK9702
- 2002 Johann David Heinichen: Missa Nr. 11, Georg Friedrich Händel: Dixit Dominus, Carus
- 2003 Olof Lindgren: Concerto Canto, Nosag, mit Duo Gelland
- 2004 Johann Sebastian Bach: Matthäuspassion, Naxos, mit Kölner Kammerorchester, Ltg. Helmut Müller-Brühl
- 2005 Johann Sebastian Bach: H-Moll-Messe, mit Kölner Kammerorchester, Ltg. Helmut Müller-Brühl, Naxos
- 2005 Johann Adolph Hasse: Requiem Es-Dur / Miserere d-Moll, Carus 83.175
- 2006 Johann Sebastian Bach: Weihnachtsoratorium, Kantaten I–III, Raumklang
- 2007 Dieterich Buxtehude: Membra Jesu nostri, Carus 83.234
- 2007 Heinrich Schütz: Geistliche Chormusik 1648, Carus 83.232
- 2007 Georg Friedrich Händel: Der Messias, dt. Fassung von Johann Gottfried Herder, mit Lautten Compagney Berlin, Leitung Wolfgang Katschner, Deutsche Harmonia Mundi
- 2009 Georg Friedrich Händel: Saul, Carus 83.243
- 2010 Johann Adolf Hasse: Requiem C-Dur / Miserere c-Moll, Carus 83.349
- 2010 Johann Sebastian Bach: Weihnachtsoratorium I–VI, mit Gewandhausorchester Leipzig, Ltg. Riccardo Chailly, Decca 4782271
- 2011 Heinrich Schütz: Musikalische Exequien und andere Trauergesänge, Carus 83.238
- 2013 Heinrich Schütz: Lukaspassion / Die Sieben Worte, Carus 83.253
- 2013 Johann Sebastian Bach: h-Moll-Messe (Live-Aufnahme Bachwoche Ansbach)
- 2013 Heinrich Schütz: Psalmen Davids, Carus 83.255
- 2014 Heinrich Schütz: Auferstehungshistorie, Carus 83.256
- 2014 Heinrich Schütz: Weihnachtshistorie, Carus 83.257
- 2015 Heinrich Schütz: Symphoniae Sacrae III, Carus 83.258
- 2016 Heinrich Schütz: Symphoniae Sacrae I, Carus 83.273
- 2017 Heinrich Schütz: Becker-Psalter (Auswahl), Carus 83.276
- 2017 Heinrich Schütz: Schwanengesang, Carus 83.275
- 2017 Johann Sebastian Bach: h-Moll-Messe, mit Gewandhausorchester Leipzig, Ltg. Herbert Blomstedt, Accentus Music
- 2018 Heinrich Schütz: Symphoniae Sacrae II, Carus 83.274
- 2018 Heinrich Schütz: Kleine geistliche Konzerte II, Carus 83.271
- 2018 Heinrich Schütz: Madrigale & Hochzeitsmusiken, Carus 83.277
- 2019 Heinrich Schütz: Psalmen & Friedensmusiken, Carus 83.278
- 2021 Michael Praetorius: Es ist ein Ros, Accentus 30505